# آن بیونگ-کن
آن بیونگ-کن (انگلیسی: Ahn Byeong-keun؛ زادهٔ ۲۳ فوریهٔ ۱۹۶۲) جودوکار اهل کره جنوبی است.